# Conrad Nahmmacher
Conrad Nahmmacher (* 24. Mai 1734 in Ratzeburg; † 6. Mai 1768 in Ilfeld) war ein deutscher evangelischer Theologe und Pädagoge.

## Leben
Conrad Nahmmacher wurde in Ratzeburg als Sohn des Schulleiters der dortigen Domschule geboren. Er wurde hauptsächlich durch seinen Vater vorgebildet. Der Vater schärfte des Sohnes Verstand durch Gedächtnisübungen und brachte ihm alles Wichtige bei, weil er eine Ausbildung durch Hauslehrer oder durch eine öffentliche Schule ablehnte. Der Sohn selbst wird diese Unterrichtsmethode selber unterstützen. Ferner machten sich um seine Ausbildung sein Pate, ein mecklenburgischer Geheim-Justizrat, sowie der Rektor der Schule zu Lauenburg/Elbe verdient. Noch bevor Nahmmacher die Universität bezog, wurde er Privatlehrer. 1752 schließlich bezog er die Universität Helmstedt zum Theologiestudium. Auch besuchte er Vorlesungen über Philosophie, Physik und Mathematik.
1753 betätigte sich Nahmmacher erstmals als Schriftsteller, er schrieb Specimen Onthologiae Ciceronianae, 1755 verteidigte er seine Dissertation De syncretismo philosophiae et theologiae revelatae. Er reiste nach Wolfenbüttel, um das theologische Examen zu absolvieren und freundete sich dort mit einigen Gelehrten an. 22 Jahre alt wurde er schließlich Schulleiter der Helmstedter Stadtschule, damit verbunden auch Subprior des dortigen Klosters Marienthal. Zum Amtsantritt hielt er die Rede de modo, quo in ludis literariis philosophia tradi, sine litterarum humaniorum detrimento possit. In diesem Jahr (1756) erhielt er außerdem auf Grund der Verteidigung seiner Dissertation de naturali Theologia M. T. Ciceronis den Grad eines Magisters der Philosophie. Zudem wurde ihm die Ehrenmitgliedschaft der deutschen Gesellschaft zu Helmstedt zuteil.
1759 gab Nahmmacher das Rektorat auf, um einem Ruf als Direktor des evangelisch-lutherischen Gymnasiums nach Osnabrück zu folgen. Außerdem wurde er Professor an der Universität Osnabrück. Später wurde er Direktor des Stiftspädagogiums in Ilfeld und Superintendent der Grafschaft Hohnstein. In dieser Stellung verstarb er am 6. Mai 1768 33-jährig.

## Wirken
Nahmmacher gilt als gründlicher und vielseitig gebildeter Gelehrter, der sich besonders mit den älteren Sprachen auskannte. Er beschäftigte sich schon früh mit der älteren Philosophie, so in Specimen Ontologiae Ciceronianae sowie in de naturali Theologia M. T. Ciceronis. In der Dissertation ging es um die Einigkeit Gottes, er zeigte, dass bereits der römische Redner Cicero Prinzipien begründete, aus denen die Überzeugung mündete, es gebe nur einen Gott. Auch bewies Nahmmacher die Existenz Gottes unter anderem dadurch, wie zufällig die Welt sei, durch die Zeugnisse der Völker, durch dem der Menschheit bekannten Begriff „Gott“ und durch die Ordnung der Dinge. 
Auch befasste er sich mit der Vorstellung des Lebens nach dem Tod, für das er auch Beweise anführte. Seine 1758 erschienenen Institutiones studii theologici wurden zu ihrer Zeit geschätzt. In diesem Werk ging er Lehrmethoden beim Theologiestudium durch, wobei er für die Demonstration als Lehrmethode war. Außerdem beinhaltet das Werk eine kurze Übersicht und Geschichte über die theologischen Disziplinen. Die Schrift wurde wegen ihres reichhaltigen Inhalts und wegen des guten Stils gelobt. Diese Eigenschaften treffen auf die meisten seiner Werke zu, besonders auch auf de Augusto ter censum habente. Er verfasste außerdem einige Beiträge zu Zeitschriften.

## Werke
- Specimen ontologiae Ciceromianae; dissertatio epistolica (Helmstedt 1753)
- Diss. philosophica inaug. de naturali theologia Marci Tullii Ciceronis. Sectio I. de existentia Dei (Helmstedt 1756)
- Prolusio de naturali theologia Marci Tullii Ciceronis. Sectio II. de conceptibus Dei secundis (Helmstedt 1756)
- Progr. Commentationis in literaturam Romanam specimen (Helmstedt 1756)
- Progr. Schedium de columna rostrata C. Duilii M. F. Cos. (Helmstedt 1757)
- Progr. de Nahmmacheriana scholas habendi methodo (Ratzenburg 1757)
- Predigt von der großen That Gottes, da er der Schrift ein göttliches Ansehen gegeben, über Jerem. 15, 16 (Ratzenburg 1757)
- Sempiternae memoriae viri illustris Conradi Hildebrand, Seren. Ducis Megalopolit. Arelitii, Consiliarii Cancellariae intimi, qui die XVIII Augusti 1757 diem obiit, hanc scriptionem consecrat (Helmstedt 1757)
- Commentarius de litteratura Romana 1758 (Online)
- Commentatio de August ter censum agente, ad locum Luc. II, 2 Sect. I et II (Helmstedt 1758)
- Institutiones studii theologici (Helmstedt 1758)
- C. I. Seidel's Anweisung zum erbaulichen Predigen. Mit einer Vorrede und historischen Einleitung herausgegeben (Halle/Helmstedt 1758)
- Dessen Anweisung zur Erklärung der heiligen Schrift; mit einer Abhandlung von den kanonischen Büchern des Alten Testaments ausgefertigt (Halle/Helmstedt 1759)
- Progr. de naturali theologia Marci Tulli Ciceronis. Sectio III–VI (Helmstedt 1759)
- Annotationes ad locum Matth. 19, 24 (Osnabrück 1759)
- Epistola gratul. de discrimine inter praeparationem evangelicam et Evangelii demonstrationem (Hannover 1759)
- Progr. Introductio in septem Epistolas canonicas. Sectio I–III (Osnabrück 1759)
- Praeparatio evangelica (Rostock/Wismar 1760)
- Lateinische Grammatik, die Cellarische zum Grund gelegt (Leipzig/Helmstedt 1763)
- Paraphrastische Erklärung der Leidensgeschichte Jesu (Bützow/Wismar 1764)
- Progr. de fragmento libr. II, III et IV Fastorum Ovidii, nuper in bilbiotheca Jlfeldensi reperto (Hannover 1765)
- Theologia Ciceroniana. Accedit Ontologiae Ciceronis specimen (1767)
- Anleitung zur kritischen Kenntnis der lateinischen Sprache (Wien 1769)